# Coming Clean
Coming Clean é uma premiada produção teatral de David Hayman. Foi realizada a partir de 3 de novembro de 1982, no Teatro Bush (Bush Theatre), em Londres, em um elenco que incluía Eamon Boland, Clive Mantle, C. J. Allen, Ian McCurrach e Philip Donaghy.